# Cupa de Aur CONCACAF 2011
Cupa de Aur CONCACAF este o competiție internațională,cea mai importantă competiție în regiunea CONCACAF la nivel de țară.Cupa de Aur CONCACAF 2011 a fost găzduită de Statele Unite ale Americii.La această ediție au fost prezente 12 echipe.Competiția s-a desfășurat între 5–25 iunie 2011.Campioana ediției precedente a fost Mexic.

## Echipe participante
| Statele Unite ale Americii Mexic Canada Jamaica Guadelupa Cuba Grenada Honduras Costa Rica Panama El Salvador Guatemala |

## Faza grupelor

### Grupa A
| Echipa      | J | V | E | Î | GM | GP | GOL | Pt |
| ----------- | - | - | - | - | -- | -- | --- | -- |
| Mexic       | 3 | 3 | 0 | 0 | 14 | 1  | +13 | 9  |
| Costa Rica  | 3 | 1 | 1 | 1 | 7  | 5  | +2  | 4  |
| El Salvador | 3 | 1 | 1 | 1 | 7  | 7  | 0   | 4  |
| Cuba        | 3 | 0 | 0 | 3 | 1  | 16 | -15 | 0  |

### Grupa B
| Echipa    | J | V | E | Î | GM | GP | GOL | Pt |
| --------- | - | - | - | - | -- | -- | --- | -- |
| Jamaica   | 3 | 3 | 0 | 0 | 7  | 0  | +7  | 9  |
| Honduras  | 3 | 1 | 1 | 1 | 7  | 2  | +5  | 4  |
| Guatemala | 3 | 1 | 1 | 1 | 4  | 2  | +2  | 4  |
| Grenada   | 3 | 0 | 0 | 3 | 1  | 15 | -14 | 0  |

### Grupa C
| Echipa                     | J | V | E | Î | GM | GP | GOL | Pt |
| -------------------------- | - | - | - | - | -- | -- | --- | -- |
| Panama                     | 3 | 2 | 1 | 0 | 6  | 4  | +2  | 7  |
| Statele Unite ale Americii | 3 | 2 | 0 | 1 | 4  | 2  | +2  | 6  |
| Canada                     | 3 | 1 | 1 | 1 | 2  | 3  | -1  | 4  |
| Guadelupa                  | 3 | 0 | 0 | 3 | 2  | 5  | -3  | 0  |

### Clasamentul locurilor trei
Cele mai bune 2 echipe de pe locurile 3 din fiecare grupă se califică mai departe.
| Grp | Team        | Pld | W | D | L | GF | GA | GD | Pts |
| --- | ----------- | --- | - | - | - | -- | -- | -- | --- |
| B   | Guatemala   | 3   | 1 | 1 | 1 | 4  | 2  | +2 | 4   |
| A   | El Salvador | 3   | 1 | 1 | 1 | 7  | 7  | 0  | 4   |
| C   | Canada      | 3   | 1 | 1 | 1 | 2  | 3  | −1 | 4   |

## Stagiul eliminatoriu
Format:Saisprezecimi
All times U.S. Eastern Daylight Time (UTC−4) (Local times in parentheses)

### Optimi
| Costa Rica                         | 1 – 1 (d.p.) | Honduras                                 |
| ---------------------------------- | ------------ | ---------------------------------------- |
| Marshall 56'                       | Report       | Bengtson 49'                             |
| Borges · Ruiz · Saborío · Campbell | 2 – 4        | Costly · Bernárdez · Palacios · Bengtson |

| Mexic                          | 2 – 1  | Guatemala |
| ------------------------------ | ------ | --------- |
| de Nigris 48' J. Hernández 66' | Report | Ruiz 5'   |

| Jamaica | 0 – 2  | Statele Unite ale Americii    |
| ------- | ------ | ----------------------------- |
|         | Report | Taylor 49' (o.g.) Dempsey 80' |

| Panama                                         | 1 – 1 (d.p.) | El Salvador                        |
| ---------------------------------------------- | ------------ | ---------------------------------- |
| Tejada 89'                                     | Report       | Zelaya 78' (pen.)                  |
| Barahona · Rentería · Godoy · Amílcar · Tejada | 5 – 3        | D. Alas · Romero · Zelaya · Flores |

### Semifinale
| Statele Unite ale Americii | 1 – 0  | Panama |
| -------------------------- | ------ | ------ |
| Dempsey 76'                | Report |        |

| Honduras | 0 – 2 (d.p.) | Mexic                          |
| -------- | ------------ | ------------------------------ |
|          | Report       | de Nigris 93' J. Hernández 99' |

### Final
| Statele Unite ale Americii | 2 – 4  | Mexic                                        |
| -------------------------- | ------ | -------------------------------------------- |
| Bradley 9' Donovan 22'     | Report | Barrera 28', 49' Guardado 35' dos Santos 76' |

## Golgheteri
7 goals
- Javier Hernández

4 goals
| - Rodolfo Zelaya | - Aldo de Nigris |  |

3 goals
| - Marco Ureña - Jerry Bengtson - Carlo Costly | - Demar Phillips - Giovani dos Santos - Pablo Barrera | - Andrés Guardado - Luis Tejada - Clint Dempsey |

2 goals
| - Dwayne De Rosario - Brice Jovial | - Carlos Ruiz - Ryan Johnson | - Gabriel Gómez - Jozy Altidore |

1 goal
| - Randall Brenes - Joel Campbell - Dennis Marshall - Heiner Mora - Álvaro Saborío - Yénier Márquez - Arturo Alvarez - Lester Blanco | - Eliseo Quintanilla - Osael Romero - Clive Murray - José Javier del Aguila - Carlos Gallardo - Marco Pappa - Walter Martínez - Alfredo Mejía | - Omar Daley - Luton Shelton - Efraín Juárez - Rafael Márquez - Blas Pérez - Michael Bradley - Landon Donovan - Clarence Goodson |

1 autogol
- Jermaine Taylor (playing against USA)
- Clarence Goodson (playing against Panama)

## Premii
| Gheata de Aur    | Cel mai bun jucator | Cel mai bun portar | Premiul fair-play |
| ---------------- | ------------------- | ------------------ | ----------------- |
| Javier Hernández | Javier Hernández    | Noel Valladares    | Mexic             |